# Dolichomitus zonatus
Dolichomitus zonatus là một loài tò vò trong họ Ichneumonidae.